# ノックダウン (ゲーム)
ノックダウン（英: knock down）とは、ナムコ（後のバンダイナムコアミューズメント）が販売したゲームセンター向けの体感ゲーム機で、筐体に付属されているグローブを着用し、的をめがけてパンチを放つことでその強さを測定するパンチングマシンの一種である。

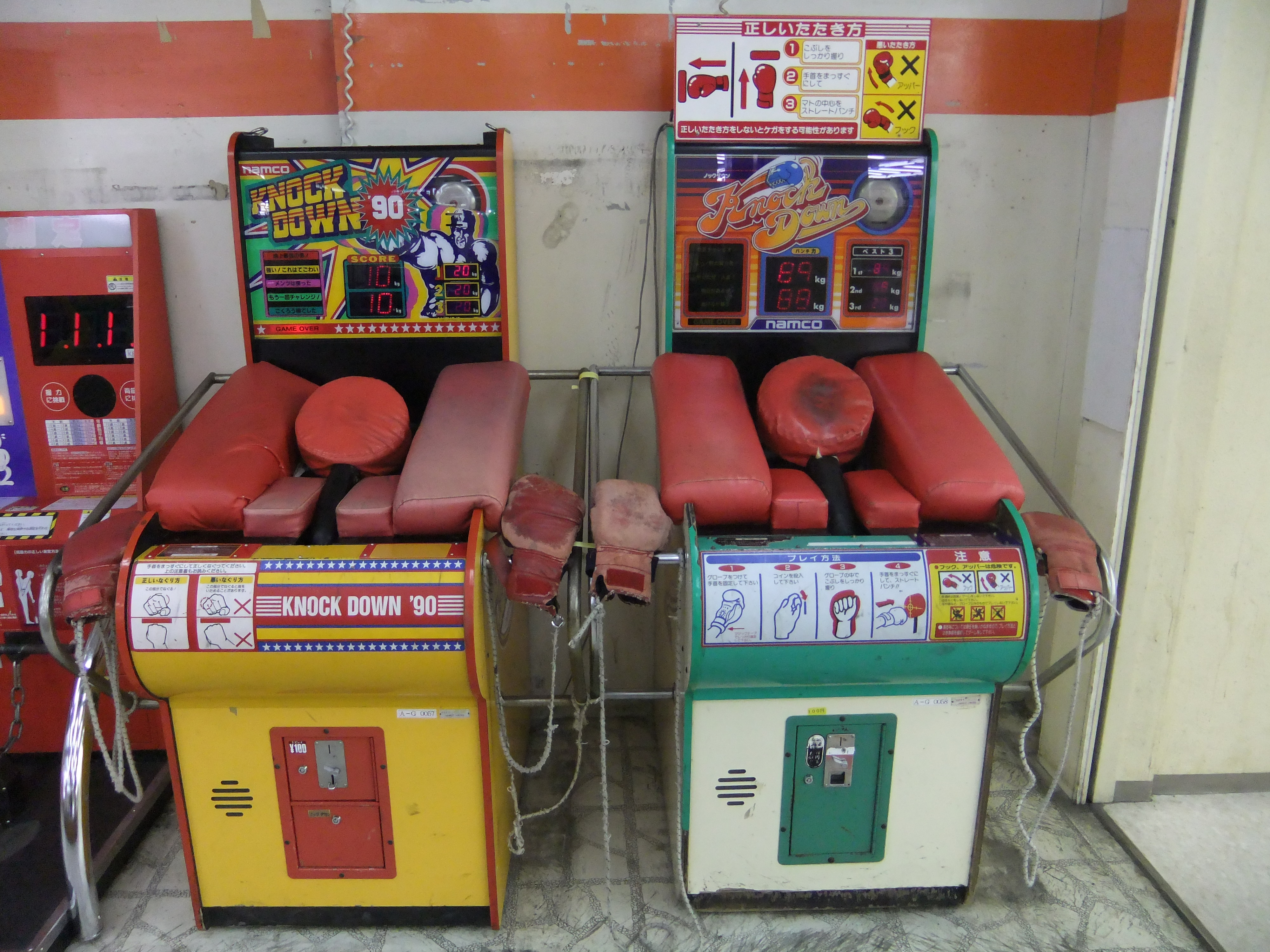
2代目ノックダウン90と初代ノックダウン

## 概要
プレイヤーはコイン投入後、筐体に付属されているグローブを着用し、ゴングが鳴ったらプレイヤーの近くに寄ってきた打撃対象面(パッド)を殴ることで、その威力が算出される。100円で2発殴ることができ、2発のうち記録の高かったほうのスコアを基準に、プレイヤーのレベルがランク付けされる。パンチングマシンの中では最もシンプルな測定ゲームである。
部品調達難に伴い、2017年10月に筐体の修理サポートが終了した。

## シリーズ
ナムコのパンチングマシンのノックダウンは、これまで3種類販売されている。1981年に登場したパンチングマシンの元祖であるノックダウン、1991年に登場した前作の改修版であるノックダウン90、2001年に登場した大幅なリニュアルをしたノックダウン2001である。以下、機種ごとの特徴を記述する。

## ノックダウン
1981年に販売。ナムコの初代パンチングマシン。当時は唯一のパンチングマシンであり、他に類似ゲームはなかった。そのため試作的要素が強く、当初グローブなどは設置されていなかった。

### ランク基準
本作では、プレイヤーのスコアに応じて、以下のようにランク付けされる。なお本作では単発最大199まで計測することができる。
| ランク | 逃げるが勝ち | 明日があるさ | やったぜ！人並！ | よっ！町の実力者！ | 世界チャンピオン |
| ------ | ------------ | ------------ | ---------------- | ------------------ | ---------------- |
| スコア | ～69kg以下   | 70～79kg     | 80～95kg         | 96～109kg          | 110kg以上        |

### 問題点
本作ではゲームセンターに来店する一般人を対象としたゲームであることを想定しており、格闘家が練習用に使うといったことは想定されていなかった。軽いお遊び感覚でのパンチ力測定ゲームになるはずであったが、予想以上に本気で殴る人が多く、怪我をしてしまう人が続出した。これに対してナムコは怪我の防止策の一環として拳や手首の保護のためのボクシンググローブを備え付けた。この際、プレイ時の助走防止、盗難防止という観点から筐体とグローブは一定の長さの紐で結ぶことで固定された。また強い人が本気で殴るとパッドが壊れてしまうという事態が発生した。

## ノックダウン90
1991年に販売。ゲームの基本システムは前作を踏襲し、前作で問題となった箇所を改良した改修版。筐体にボクシングの練習用グローブを備え付けることで、拳や手首の怪我を防止することで安全性を向上させた。

### ランク基準
本作では、プレイヤーのスコアに応じて、以下のようにランク付けされる。なお本作では単発最大199まで計測することができる。
| ランク | ごくろう様でした | もう一回チャレンジ！ | メンツは保った | 強い！これはてごわい | 地上最強の男！ |
| ------ | ---------------- | -------------------- | -------------- | -------------------- | -------------- |
| スコア | ～69kg以下       | 70～79kg             | 80～95kg       | 96～109kg            | 110kg以上      |

## ノックダウン2001

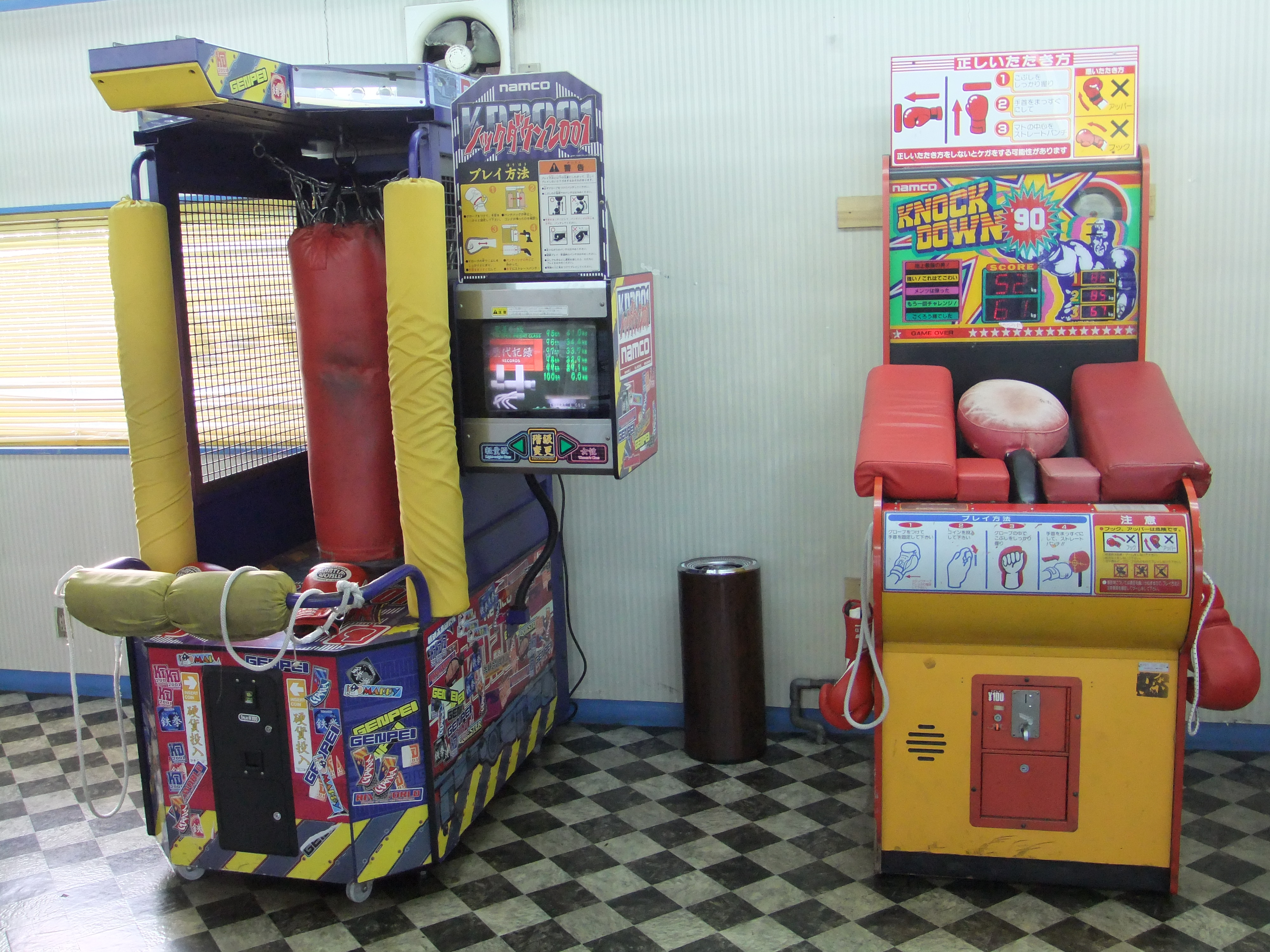
ノックダウン2001とノックダウン90

本作ではノックダウンシリーズのシンプルなゲーム性を引き継ぎ、安全性の向上とスコアに対するランク付けを細分化することで、誰もが気軽に楽しめるゲームとなった。

### 特徴
本作ではこれまでの起き上がるタイプのパッドから、筐体上部のレーンに打撃対象面であるサンドバッグを吊るし、それをパッドとした。これによりプレイヤーのパンチによる筐体への衝撃や、プレイヤー自身の拳や手首にかかる負担を減少させている。

### モード
本作では、プレイ開始後に「無差別級」「軽量級」「女性」の中から選択できるようになった。これは最初の選択によって、ゲーム終了後に表示されるプレイヤーが叩き出したスコアに対するランク付けの基準値が変動するというものである。従って特定の条件の中でどの程度自分が強いかを知るための基準となる。なおこの選択によってスコアそのものが出やすくなる、出にくくなるといった変化は生じない。

### ランク基準
本作でのランキングの基準は以下の通りである。
| ランク         | Ｆ         | Ｅ         | Ｄ         | Ｃ         | Ｂ           | Ａ           |
| -------------- | ---------- | ---------- | ---------- | ---------- | ------------ | ------------ |
| 評価           | 甘えん坊級 | 帰宅部級   | 一般男子級 | 不良番長級 | 道場練習生級 | 現役格闘家級 |
| 無差別級ノルマ | 0～40kg    | 40～80kg   | 80～120kg  | 120～160kg | 160～200kg   | 200kg～      |
| 軽量級ノルマ   | 0～30kg    | 30～60kg   | 60～90kg   | 90～120kg  | 120～150kg   | 150kg～      |
| 評価           | 箱入り娘級 | 八方美人級 | 一般女子級 | スケ番級   | 道場練習生級 | 現役格闘家級 |
| 女性ノルマ     | 0～20kg    | 20～40kg   | 40～60kg   | 60～80kg   | 80～100kg    | 100kg～      |

### 記録
本作では筐体に小型のモニターが設置され、ゲーム進行の誘導、プレイに関する注意点などが映し出される。本作では優秀な記録は上位100人と週間ベスト3が保存される。これらの記録はデモ画面で定期的に映し出される。なお、歴代１位になるとグランドチャンピオンと称され永久に保存される。

### メディアで使用
このゲームはテレビ朝日系列、2003年5月30日放送の「拳闘Ⅰ」、2003年10月23日放送の「芸能人NANDA!?倶楽部」で登場し、元ＷＢＡ世界チャンピオン竹原慎二ほか芸能人数人がプレイし、そのパンチ力が映し出された。

## 類似品
デンジャラスバー
ノックダウンシリーズとは関係ないが、同じナムコが出したパンチングマシン。人形の形をしたパッドを殴ることで、その威力が計測されるシンプルなゲーム。こちらも2017年10月に修理サポートが終了。